# Alexandra Holston
Alexandra Holston (ur. 3 kwietnia 1995 w Olney) – amerykańska siatkarka, grająca na pozycji atakującej. 

## Życiorys
Od sezonu 2018/2019 do grudnia 2019 roku występowała w bułgarskiej drużynie Marica Płowdiw, gdyż postanowiła ukończyć studia.

## Sukcesy klubowe
Mistrzostwo Polski:
- 2018

Puchar Bułgarii:
- 2019

Mistrzostwo Bułgarii:
- 2019

## Sukcesy reprezentacyjne
Puchar Panamerykański:
- 2016[2], 2021

## Nagrody indywidualne
- 2014 - Nagroda Southeastern Conference Player of the Year